# 27711 Kirschvink
27711 Kirschvink (1988 VT4) là một tiểu hành tinh vành đai chính được phát hiện ngày 4 tháng 11 năm 1988 bởi C. S. Shoemaker và E. M. Shoemaker ở Palomar. Nó được đặt theo tên California Institute of Technology professor Joseph L. Kirschvink, who was a student thuộc E. M. Shoemaker as an undergraduate.